# LostWinds
LostWinds — видеоигра в жанре платформера 2008 года, разработанная Frontier Developments и опубликованная для Wii в качестве стартовой игры для WiiWare. В LostWinds игрок управляет маленьким мальчиком по имени Току и элементалем «духом» ветра Энрил, в то время как они путешествуют по Мистралису, чтобы спасти мир от Баласара, мстительного духа, антагониста игры.
В Японии игра была адаптирована и опубликована компанией Square Enix 24 декабря 2008 г.
Благодаря своему успеху игра была портирована на iOS. Продолжение с названием LostWinds 2: Winter of the Melodias было выпущено 9 октября 2009 г.

## Геймплей
Игрок одновременно управляет Току и Энрил, используя пульт Wii Remote на Wii или жесты на iOS, для создания на экране путей для ветра. Ветер используется для улучшения прыжков Току(как в высоту так и в длину), поражения или обездвиживания врагов и решения головоломок. Второй игрок может присоединиться с помощью своего пульта Wii Remote, управляя вторым курсором создания ветра на экране, позволяя Току летать дальше, но не выше.

## Сюжет
Мальчик по имени Току просыпается от порывов ветра. Когда он возвращается к своему дому, мост, на котором он находится, рушится, и он падает в пещеру, где находит осколок кристалла. Осколок начинает говорить и оказывается элементалем ветра Энрил. Энрил оказалась в ловушке в кристалле, когда Баласар, один из духов, назначенных охранять землю, решил завоевать мир. Используя всю свою силу, Энрил заточила Баласара в кристалл, но в процессе оказалась заперта в кристалле сама. В конце концов Баласар накопил достаточно силы, чтобы вырваться на свободу в то время как Энрил все ещё оставалась в ловушке.
Используя силу Энрил, Току выбирается из пещеры и в процессе учится использовать ветер, чтобы прыгать выше. Выбравшись, он идёт к Део, своей няне. Энрил, кажется, узнаёт Део, но Део её не слышит. Део говорит Току купить ему что-нибудь в травяном магазине. Однако выясняется, что в последнее время деревня пострадала от нескольких землетрясений и одно из землетрясений разрушило этот магазин. Замечая, что Току делать больше нечего, Део отпускает его поиграть.
На вопрос, почему Део её не слышит, Энрил начинает разговаривать с Току, и проходящий мимо археолог внезапно слышит голос слышит Энрил. Он рассказывает им о том, что древние построили несколько устройств, чтобы начать возвращение духа ветра. Он указывает на одно такое устройство в пещере, известное как Комната воспоминаний. Току и Энрил следуют его указаниям и обнаруживают пещеру, в которой есть несколько статуй, а также новая способность: воздушный поток. Открыв способность, Току с Энрил решают поговорить с Део, который раскрывает свою тайну, заключающуюся в том, что она знает Энрил и сама является одним из духов.
Прежде чем Део сможет хоть чем-то помочь, он говорит, что его память была заперта в четырёх сундуках, включая тот, что игрок недавно открыл. Он говорит им проверить старые шахты, и внутри они находят способность «Вихрь» и второй сундук. Вернувшись Део рассказывает им о третьем сундуке, расположенном возле водопада, и четвёртом, в заброшенной деревне. Део даёт Току особый плащ, который бы позволил Току летать.
Как только сундуки открыты, Део говорит, что вспомнил где его сила. Он оставил её у монстра, известного как Магмок, прямо под Залом воспоминаний. Несмотря на то, что Магмок — дружелюбное существо, комната сотрясается, а монстр рычит. Део предупреждает Току об опасности, и они вдвоём направляются наружу, чтобы увидеть, как из-под земли поднимается порченый Магмок, демонстрируя, что именно он был причиной землетрясений. Току удаляет частички порчи со своих рук и головы, а Магмок удаляет все оставшиеся. Затем он берёт Део и даёт ему сияющий свет.
В эпилоге Део сообщает другим духам, что Энрил вернулась. Однако Баласар тоже услышал это сообщение и замышляет победить «мальчика-героя».

## Разработка
Происхождение LostWinds связано с конкурсом компании Frontier Developments «Игра недели» по разработке игры, в которой бы использовались преимущества Wii Remote. Идея самой игры принадлежит Стиву Бёрджессу, дизайнеру Frontier. Он смотрел на движение ветра через деревья и думал о том, как превратить игрока в ветер. Он начал придумывать головоломки, а позже добавил второго персонажа, которого бы «перемещал» и «был защищён» ветром, и применил свои идеи к пульту Wii Remote.

## Выпуск и доступность
LostWinds и её продолжение LostWinds: Winter of the Melodias были доступны для iOS, однако обновление системы привело к невозможности запуска обеих игр ввиду аварийного завершения работы при запуске. Эта ошибка так и не была исправлена, и впоследствии обе игры были удалены из магазина. Square Enix опубликовала игру в Японии 24 декабря 2008 г.
Первоначально LostWinds была единственной игрой для WiiWare, которая была недоступна для загрузки на Wii U при запуске консоли в ноябре 2012 года, однако в апреле 2014 она получила патч и наконец стала доступна. В конечном итоге игра была исключена из продажи на Wii и Wii U после прекращения работы Wii Shop Channel в январе 2019 года.

## Принятие
| Сводный рейтинг    | Сводный рейтинг | Сводный рейтинг |
| Издание            | Оценка          | Оценка          |
| Издание            | iOS             | Wii             |
| ------------------ | --------------- | --------------- |
| GameRankings       | N/A             | 80,77 %         |
| Metacritic         | 74/100          | 81/100          |
| Иноязычные издания |                 |                 |
| Издание            | Оценка          | Оценка          |
| Издание            | iOS             | Wii             |
| Edge               | N/A             | 8/10            |
| Eurogamer          | N/A             | 9/10            |
| GamePro            | N/A             | [ 15 ]          |
| GameRevolution     | N/A             | B+              |
| GameSpot           | N/A             | 5,5/10          |
| GameZone           | N/A             | 8,5/10          |
| IGN                | N/A             | 8,2/10          |
| ONM                | N/A             | 83 %            |
| Pocket Gamer       | [ 21 ]          | N/A             |
| TouchArcade        | [ 22 ]          | N/A             |
| The A.V. Club      | N/A             | B−              |
| Metro              | 5/10            | N/A             |
| Gamezebo           | [ 25 ]          | N/A             |

 
Согласно Metacritic, версия для Wii получила «положительные» отзывы, а версия для iOS — «средние». IGN похвалили звук и графику версии для Wii, назвав игру «замечательной», и выразив мнение о том, что игровой процесс был свежим и увлекательным, с интересными головоломками и уверенным управлением. Однако у них были недовольства по поводу короткой продолжительности консольной версии, которую, по их утверждениям, можно было закончить за три часа, однако они выразили мнение, что короткая длина легко компенсируется относительно небольшой ценой по сравнению с розницей. Eurogamer также похвалил игру, элементы управления и головоломки, заявив, что это «мини-шедевр», в то время как GamePro дал версии Wii высший балл, назвав её «красивой и уникальной».
1UP.com посчитал ту же консольную версию «очаровательной, красивой и заполненной умным и рассудительным использованием пульта Wii Remote», но выразил незначительные опасения по поводу её длины, в то время как Nintendo Life считает, что консольная версия была «новаторской», но «не столь революционной с точки зрения управления игрой, как некоторые надеялись», хотя они заявили, что это «шаг в правильном направлении» для жанра платформеров и игр для WiiWare в целом. N-Europe похвалила Frontier за «поразительное внимание к деталям» в LostWinds и его визуальные эффекты, которые делают его «живой, дышащей сказкой». GameSpot счел LostWinds «полной потенциала», но в итоге был очень разочарован многими аспектами игры, в том числе её короткой продолжительностью, и заявил об отсутствии «энергии» и «индивидуальности» в игре.
411Mania поставила Wii версии 8.5 из 10 и сказала, что игра «вкладывает в свои 10 баксов и менее 40 мегабайт больше крутизны, чем некоторые игры за 50 долларов на 4 гигабайтах». Однако The AV Club поставил игре четвёрку, заявив, что она не соответствует своему потенциалу. «Мир не является целостным, окружающая среда слишком репитативна, а история построена на слишком большом количестве клише — злые духи, благородные жители деревни, список задач, которые нужно выполнить, чтобы спасти мир. Ничто из этого не обеспокоит детей, которые оценят простоту игры, неопасного босса и шанс закончить игру, которая в несколько раз короче, чем скажем, Okami.» Metro поставила версии для iOS пять баллов из десяти и назвала её «такое же красивое, непринуждённое 2D-приключение, каким оно было всегда, но теперь практически уничтоженное неудобным и неотзывчивым сенсорным управлением».
Говоря о небольшой продолжительности версии для Wii, основатель Frontier Дэвид Брэбен считает, что LostWinds отличается выгодой от некоторых недавно выпущенный розничных игр по полной цене(AAA проектов), которые предлагают всего от четырёх до семи часов игрового процесса. Игра была удостоена награды IGN за лучшее использование Wii-Mote в 2008 году. IGN также номинировал её на несколько других наград для Wii, включая лучшую игру для WiiWare, лучший художественный дизайн и лучший платформер.

## Продолжение
В конце игры показывается короткий эпилог, а также слова «продолжение следует...». Вскоре после выхода LostWinds компания Frontier Developments объявила, что сиквел находится в разработке. 29 августа 2009 года в журнале Edge было объявлено, что сиквел будет называться LostWinds: Winter of the Melodias. LostWinds 2 вышла 19 октября 2009 года.

## Примечание
1. ↑  PCGamesN staff. LostWinds: The Blossom Edition giveaway! Win one of 20 copies of this colourful metroidvania, worth $14.99! PCGamesN. Network N (31 марта 2016). Дата обращения: 26 июля 2016. Архивировано 18 мая 2021 года.
2. 1 2 3 4 5 6 7  Steam — 2003.
3. ↑  ロストウィンズ （Wiiウェア ダウンロード版） [Wii] (неопр.). Famitsu. Enterbrain. Дата обращения: 18 октября 2019. Архивировано 12 мая 2019 года.
4. ↑  Discover New LostWinds, Numerous Domo Games and a True Arcade Classic. Nintendo (19 октября 2009). Дата обращения: 18 октября 2019. Архивировано 3 октября 2016 года.
5. ↑  Casamassina, Matt. Hands-on LostWinds [author mislabeled as "Marc Nix"]. IGN. Ziff Davis (15 апреля 2008). Дата обращения: 18 октября 2019. Архивировано 24 марта 2010 года.
6. 1 2  Calvert, Darren. David Braben Inteview: LostWinds. Nintendo Life. Gamer Network (21 мая 2008). Дата обращения: 18 октября 2019. Архивировано 18 октября 2019 года.
7. ↑  Fletcher, JC. LostWinds coming to iOS and Android. Engadget (Joystiq). Oath Inc. (20 июля 2011). Дата обращения: 18 октября 2019. Архивировано 14 марта 2016 года.
8. ↑  rawmeatcowboy. LostWinds finally heading to Japan, courtesy of Square-Enix. GoNintendo (14 ноября 2008). Дата обращения: 18 октября 2019. Архивировано 18 октября 2019 года.
9. ↑  Whitehead, Thomas. LostWinds Now Available For Wii to Wii U Transfer. Nintendo Life. Gamer Network (26 апреля 2014). Дата обращения: 27 мая 2019. Архивировано 6 ноября 2021 года.
10. ↑  LostWinds for Wii (англ.). GameRankings. Дата обращения: 9 декабря 2019. Архивировано из оригинала 9 декабря 2019 года.
11. ↑  LostWinds for iPhone/iPad Reviews. Metacritic. CBS Interactive. Дата обращения: 19 октября 2019. Архивировано 29 апреля 2019 года.
12. ↑  LostWinds for Wii Reviews. Metacritic. CBS Interactive. Дата обращения: 19 октября 2019. Архивировано 29 августа 2021 года.
13. ↑  Edge staff (July 2008). LostWinds (Wii). Edge. No. 190. Future plc. p. 95.
14. ↑  Reed, Kristan. LostWinds (Wii). Eurogamer. Gamer Network (13 мая 2008). Дата обращения: 14 мая 2008. Архивировано 29 августа 2021 года.
15. ↑  Cowan, Daniel. Feature: GamePro Reviews WiiWare! (Page 3 of 5; WiiWare LostWinds Impressions: Wait, This is Really Good). GamePro. IDG Entertainment (14 мая 2008). Дата обращения: 19 октября 2019. Архивировано 17 мая 2008 года.
16. ↑  Supina, David. LostWinds Review (Wii). Game Revolution. CraveOnline (12 августа 2008). Дата обращения: 19 октября 2019. Архивировано 1 октября 2015 года.
17. ↑  McShea, Tom. LostWinds Review (Wii). GameSpot. CBS Interactive (15 мая 2008). Дата обращения: 19 октября 2019. Архивировано 19 января 2021 года.
18. ↑  Woodward, Stephen. LostWinds - WII - Review. GameZone (19 мая 2008). Дата обращения: 19 октября 2019. Архивировано 7 октября 2008 года.
19. ↑  Casamassina, Matt. LostWinds Review (Wii). IGN. Ziff Davis (12 мая 2008). Дата обращения: 19 октября 2019. Архивировано 19 октября 2019 года.
20. ↑  Nair, Chandra (July 2008). LostWinds Review [score mislabeled as "85%"]. Official Nintendo Magazine. Future plc. p. 80. Архивировано 7 октября 2014. Дата обращения: 19 октября 2019.
21. ↑  Brown, Mark. LostWinds. Pocket Gamer. Steel Media Ltd (21 декабря 2011). Дата обращения: 19 октября 2019. Архивировано 19 октября 2019 года.
22. ↑  Woodfield, Troy. 'LostWinds' Review – A Great Game in Need of Better Controls. TouchArcade. MacRumors.com, LLC (28 декабря 2011). Дата обращения: 19 октября 2019. Архивировано 1 ноября 2019 года.
23. ↑  Dahlen, Chris. LostWinds (Wii). The A.V. Club. The Onion (29 мая 2008). Дата обращения: 19 октября 2019. Архивировано 23 января 2010 года.
24. ↑  Hargreaves, Roger (16 января 2012). LostWinds iOS review - stormy reception. Metro. DMG Media. Архивировано 19 октября 2019. Дата обращения: 19 октября 2019.
25. ↑  Green, Art. LostWinds Review (iOS). Gamezebo (29 декабря 2011). Дата обращения: 19 октября 2019. Архивировано 19 октября 2019 года.
26. ↑  Green, Jeff. LostWinds WiiWare Review. 1UP.com. Ziff Davis (17 мая 2008). Дата обращения: 19 октября 2019. Архивировано 8 июня 2016 года.
27. ↑  Dillard, Corbie. LostWinds Review. Nintendo Life. Gamer Network (13 мая 2008). Дата обращения: 13 августа 2015. Архивировано 20 июня 2021 года.
28. ↑  Whincup, Nathan. LostWinds. N-Europe (27 мая 2008). Дата обращения: 19 октября 2019. Архивировано 30 мая 2008 года.
29. ↑  Lopez, Jacob. Lost Winds [sic] (WiiWare) Review. 411Mania (14 мая 2008). Дата обращения: 19 октября 2019. Архивировано 17 июня 2008 года.
30. ↑  IGN's Best of 2008 Awards: Best Use of the Wii-Mote. IGN. IGN Entertainment (18 декабря 2008). Дата обращения: 19 декабря 2008. Архивировано из оригинала 22 декабря 2008 года.
31. ↑  IGN's Best of 2008 Awards: Best WiiWare Game. IGN. IGN Entertainment (18 декабря 2008). Дата обращения: 19 октября 2019. Архивировано из оригинала 22 декабря 2008 года.
32. ↑  IGN's Best of 2008 Awards: Best Artistic Design (Wii). IGN. IGN Entertainment (18 декабря 2008). Дата обращения: 19 декабря 2008. Архивировано из оригинала 22 декабря 2008 года.
33. ↑  IGN's Best of 2008 Awards: Best Platform Game (Wii). IGN. IGN Entertainment (18 декабря 2008). Дата обращения: 19 декабря 2008. Архивировано из оригинала 22 декабря 2008 года.
34. ↑  LostWinds. Frontier Developments. Дата обращения: 13 июня 2008. Архивировано 11 июня 2008 года.
35. ↑  Whincup, Nathan. News: LostWinds: Winter Of The Melodias Confirmed. N-Europe (29 августа 2009). Дата обращения: 19 октября 2019. Архивировано 2 сентября 2009 года.